# The Corrs
The Corrs là một ban nhạc gia đình người Ireland kết hợp nhạc pop rock với các chủ đề truyền thống của người Ireland trong âm nhạc của họ. Nhóm nhạc bao gồm bốn thành viên là anh chị em nhà Corr là Andrea (hát chính, còi sáo, ukulele), Sharon (violin, keyboard, xướng âm), Caroline (trống, bộ gõ, piano, bodhrán, xướng âm), Jim (ghi-ta, piano, keyboard, xướng âm). Họ đến từ thị trấn Dundalk, thủ phủ của hạt Louth.
Ban nhạc đã phát hành 7 album phòng thu cùng nhiều đĩa đơn, đạt chứng nhận Bạch kim ở nhiều quốc gia, và đã bán được 40 triệu album trên toàn thế giới. Talk on Corners là album thành công nhất của họ khi đã nhiều lần đạt chứng nhận Bạch kim ở Úc, và tại vương quốc Anh, nó là album bán được nhiều nhất trong năm. Ban nhạc là một trong số ít những nghệ sĩ đồng thời giữ hai vị trí đứng đầu bảng xếp hạng album ở Vương quốc Anh với Talk on Corners đứng số một và Forgiven, Not Forgotten đứng thứ hai. Sau đó là album bán chạy thứ ba trong năm tại Úc, đồng thời là album phòng thu thứ ba của họ có tên là In Blue nắm giữ vị trí số một tại bảng xếp hạng của 17 quốc gia.
The Corrs rất tích cực tham gia vào các hoạt động từ thiện. Họ đã biểu diễn trong nhiều buổi hòa nhạc từ thiện, chẳng hạn như sự kiện The Prince's Trust vào năm 2004 và Live 8 cùng với thành viên Bono của U2 vào năm 2005. Cùng năm, họ được trao giải Thành viên Đế chế Anh (MBE) vì những đóng góp cho âm nhạc và từ thiện. Ban nhạc đã không hoạt động trong gần 10 năm vì Jim và Caroline bận việc gia đình trong khi Andrea và Sharon theo đuổi sự nghiệp solo và cuộc sống gia đình riêng. Theo Sharon, không chắc ban nhạc có thể tái hợp. Tin đồn về một cuộc tái hợp dấy lên vào đầu năm 2015 và trong một cuộc phỏng vấn trên đài phát thanh với Chris Evans vào tháng 6 năm 2015, Andrea xác nhận rằng The Corrs đang trong quá trình cho ra một album mới và sẽ phát hành trong sự kiện Radio 2 Live tại Hyde Park. Album phòng thu thứ sáu của họ có tên White Light được phát hành vào ngày 27 tháng 11 năm 2015 trong chuyến lưu diễn nhiều nước châu Âu. Sau hai năm, album phòng thu thứ bảy của họ có tên Jupiter Calling được phát hành vào ngày 10 tháng 11 năm 2017.

## Lịch sử hoạt động

### 1990–1994: Những thành công đầu tiên
Ban nhạc The Corrs đến từ Dundalk, hạt Louth, miền bắc Ireland. Trong khi Caroline và Andrea vẫn còn đi học, Jim và Sharon bắt đầu chơi như một cặp đôi, thường là tại McManus, một quán rượu của người dì. Năm 1990, Jim và Sharon kết hợp với hai người em gái của họ để tạo thành bộ tứ. Sự nghiệp của họ bắt đầu vào năm 1991 khi thử vai trong bộ phim The Commitments. Jim, Sharon và Caroline mỗi người có một vai nhỏ với tư cách là nhạc công, trong khi Andrea có phần hội thoại trong vai Sharon Rabbitte. John Hughes đã chú ý đến nhóm nhạc khi họ đến thử vai và đã trở thành quản lý của họ.
Năm 1994, đại sứ Hoa Kỳ tại Ireland là Jean Kennedy Smith đã mời ban nhạc biểu diễn tại Giải vô địch bóng đá thế giới 1994 ở Boston sau khi thấy họ biểu diễn trong một quán bar âm nhạc Whelan ở thủ đô Dublin. Sau sự xuất hiện tại Thế vận hội Mùa hè 1996 ở Atlanta, Hoa Kỳ, The Corrs đã tham gia tour diễn vòng quanh thế giới của Céline Dion với vai trò phụ.

### 1995-1999: Nổi tiếng quốc tế
Jason Flom là người đứng đầu bộ phận A&R của Atlantic Records khuyến nghị họ nên gặp David Foster, một nhạc sĩ, nhà sản xuất, nhà soạn nhạc và cải biên nhạc người Canada. The Corrs phát trực tiếp cho Foster và ông đã đồng ý ký hợp đồng với Atlantic Records. Họ đã kéo dài thời gian ở Mỹ hơn 5 tháng để thu âm album đầu tay Forgiven, Not Forgotten. Nhóm nhạc đã lựa chọn sáu nhạc cụ trong số những nhạc cụ gắn liền với người Celt. Album phát hành nhanh chóng bán chạy ở Ireland, Úc, Canada, Nhật Bản, Na Uy và Tây Ban Nha. Tuy nhiên, thành công lớn ở vương quốc Anh và Mỹ chưa đến ngay. Cuối cùng, album đã giành chứng nhận Bạch kim ở vương quốc Anh, Úc cùng với 4 lần tại Ireland khiến nó trở thành một trong những album ra mắt thành công nhất của một nhóm Ireland.
Album tiếp theo của The Corrs là Talk on Corners năm 1997 được sản xuất bởi Glen Ballard, người được tôn trọng vì sự hợp tác với Alanis Morissette. The Corrs sau đó hợp tác với Carole Bayer Sager, Oliver Leiber, Rick Nowels và Billy Steinberg. Album sau đó đã thành công ở Ireland và Vương quốc Anh, lọt vào bảng xếp hạng album của Úc ở vị trí thứ ba.
Sau khi ban nhạc thu âm một phiên bản album Dreams của Fleetwood Mac, họ đã phát hành lại phiên bản đặc biệt của Talk on Corners với các bản hòa phối mới của bài What Can I Do, So Young và Runaway.  Phiên bản đặc biệt sau đó đứng đầu bảng xếp hạng trên toàn thế giới và một lần nữa đạt được nhiều chứng nhận Bạch kim tại Vương quốc Anh và Úc.
Vào tháng 6 năm 1998, The Corrs tham gia vào buổi hòa nhạc từ thiện Pavarotti và Những người bạn dành cho trẻ em ở Liberia. Buổi hòa nhạc được tổ chức tại Modena, Ý và được tổ chức bởi Luciano Pavarotti. Các nghệ sĩ biểu diễn khác bao gồm Jon Bon Jovi, Celine Dion, Spice Girls và Stevie Wonder. Buổi hòa nhạc nhằm mục đích gây quỹ để xây dựng làng trẻ em Liberia của Pavarotti và Những người bạn, cung cấp nơi ở cho nhiều trẻ em ở Liberia.
Một năm sau đó, The Corrs đã giành giải thưởng Brit giành cho Ban nhạc quốc tế xuất sắc nhất. Họ biểu diễn trực tiếp trên MTV Unplugged vào ngày 5 tháng 10 năm 1999 tại Ardmore Studios, hạt Wicklow, Ireland. Kết quả là CD và DVD đã bán được 2,7 triệu bản là các bài hát trực tiếp trước đó cùng với bài hát mới Radio, ca khúc nằm trong album mới sau đó In Blue.

### 2000–2002: Thành công nhất
Năm 2000, The Corrs thành công với album thứ ba của họ. Không giống những album trước đó, In Blue hướng tới dòng nhạc pop chính thống. Album đã đạt vị trí số một trong tuần bán hàng đầu tiên tại Ireland, Úc, Đức, Thụy Sĩ, Áo, Vương quốc Anh và thứ hai tại Pháp, Na Uy. Nó đã leo lên vị trí dẫn đầu trong tuần thứ hai ở Thụy Điển và Tây Ban Nha.
The Corrs đã hợp tác với Alejandro Sanz trong In Blue khi thu âm "Una Noche (One Night)" là bài hát song ca giữa Sanz và Andrea Corr, Sanz đã đóng vai tình yêu của Andrea trong video âm nhạc. Đổi lại, The Corrs đã trình diễn bài "Me Iré (The Hardest Day)" với Sanz trong album El Alma Al Aire. The Corrs hợp tác với Robert Lange để cho ra mắt đĩa đơn ăn khách chính của album là "Breathless". Ca khúc này đạt vị trí thứ 20 trong bảng xếp hạng Billboard Hot 100, đứng vị trí thứ 7 tại Úc, thứ 3 tại Ireland và New Zealand, đứng đầu bàng xếp hạng ở vương quốc Anh. Album cũng thăng tiến trong bảng xếp hạng Irish Albums Chart, đứng thứ ba về doanh số bán ra trong tuần cao nhất lịch sử bảng xếp hạng sau The Best of 1980–1990 của U2 và Be Here Now của Oasis. In Blue sau đó một lần đạt chứng nhận Bạch kim ở Mỹ, hai lần tại Vương quốc Anh và bốn lần tại Úc.
Trong quá trình sản xuất album, mẹ của nhóm nhạc là bà Jean đã qua đời trong khi chờ ghép phổi. Bà được chôn cất tại nghĩa trang Thánh Patrick ở Dundalk. Trong đám tang là sự có mặt của nhiều nghệ sĩ tên tuổi như Bono, Larry Mullen Jr., Brian Kennedy, Paul Brady. Bài hát "No More Cry" được sáng tác bởi Andrea và Caroline Corr trong album chính là được viết để động viên người cha của họ vượt qua nỗi đau buồn.
Năm 2001, The Corrs phát hành album tổng hợp đầu tiên có tên là Best of The Corrs. Album bao gồm các bài hát đã phát hành trước đó và các bản nhạc mới, chẳng hạn như đĩa đơn "Would You Be Happier?", "Make You Mine" và "Lifting Me". Album không có thứ hạng cao ở Ireland nhưng đạt được danh hiệu Bạch kim ở Úc. The Corrs hợp tác với Josh Groban, thu âm "Canto Alla Vita", cho album đầu tay cùng tên của anh ấy.
Khi ban nhạc quay trở lại Ireland, họ tổ chức một buổi hòa nhạc trực tiếp khác tại Ardmore Studios, nơi họ đã từng biểu diễn cho loạt chương trình MTV Unplugged của MTV. Khách mời biểu diễn bao gồm Bono của U2 và Ronnie Wood của The Rolling Stones. Trong buổi hòa nhạc, Bono đã cùng Andrea Corr song ca bài "Summer Wine" của Nancy Sinatra và màn trình diễn bài hát "When the Stars Go Blue" của Ryan Adams. Ronnie Wood tham gia cùng ban nhạc trên sân khấu với vai trò người chơi guitar trong phiên bản bài "Little Wing" của Jimi Hendrix và "Ruby Tuesday" của The Rolling Stones. Những màn trình diễn này được thu âm và biên soạn trong một album biểu diễn trực tiếp VH1 Presents: The Corrs, Live in Dublin phát hành tại vương quốc Anh.

### 2003-2005: Những năm kế tiếp
Năm 2003, Andrea Corr thu âm bài "Time Enough for Tears" được viết bởi Bono và Gavin Friday cho bộ phim In America. Bài hát này được giới thiệu trong album năm 2004 của The Corrs có tên Borrowed Heaven. Được ghi hình trong khoảng thời gian 18 tháng tại Dublin và Los Angeles, Borrowed Heaven được sản xuất bởi đạo diễn âm nhạc người Thụy Điển Olle Romo, người trước đây đã từng làm việc với Melanie C và Kelly Clarkson. Album đánh dấu sự trở lại của The Corrs với thể loại rock dân gian với sự nhấn mạnh hơn một chút vào guitar. Tuy nhiên, album không thành công như những sản phẩm ra mắt trước đó nhưng ít nhất cũng đủ thành công để giành vị trí thứ hai ở vương quốc Anh và Đức, với chứng nhận bạc ở Anh và vàng ở Đức. Jason Duffy sau đó tạm thời gia nhập nhóm với vai trò tay trống, để thay cho  Caroline lúc này đang mang thai đứa con thứ hai và không thể đi lưu diễn. Borrowed Heaven là album được dành riêng cho bố mẹ của nhóm nhạc này.
Ban nhạc cũng dành tặng album Home cho người mẹ đã mất. Nó được coi là một album truyền thống của Ireland vì ban nhạc đã cover lại các bài hát truyền thống của Ireland được lấy từ sách bài hát của người mẹ để kỷ niệm 15 năm thành lập ban nhạc. Album do Mitchell Froom sản xuất và có sự góp mặt của dàn nhạc BBC Radio 2. Các bài hát trong Home kéo dài xuyên suốt lịch sử âm nhạc Ireland. Trong album có hai bài hát bằng tiếng Ireland là "Bríd Óg Ní Mháille (Brigid O'Malley)" và "Buachaill Ón Éirne (Boy from Lough Erne)". Home đạt được thành công tại Ireland, Pháp (vị trí thứ 5), Đức (vị trí thứ 12) và đạt chứng nhận bạc ở vương quốc Anh.

### 2006–2014: Các dự án và sản phẩm solo
The Corrs đã trải qua một thời gian gián đoạn kéo dài bắt đầu từ năm 2006, khi các thành viên đều lo việc gia đình và theo đuổi sự nghiệp hát solo..
Andrea phát hành album solo đầu tiên của mình vào ngày 25 tháng 6 năm 2007 có tên Ten Feet High. Nó được sản xuất bởi Nellee Hooper, người đã từng làm việc với Björk, Gwen Stefani và Madonna, Bono cũng đóng vai trò là điều hành sản xuất. Đĩa đơn đầu tiên được phát hành từ album là "Shame on You (to Keep My Love from Me)". Vào ngày 30 tháng 5 năm 2011, Andrea phát hành album thứ hai có tên Lifelines bao gồm các bài hát cover gồm "Tinseltown in the Rain" của The Blue Nile.
Sharon bắt đầu theo đuổi sự nghiệp solo vào năm 2009 với đĩa đơn "It's Not a Dream" được phát hành vào ngày 29 tháng 8 năm 2009. Vào ngày 10 tháng 9 năm 2010, album đầu tay của Sharon có tên là Dream of You được phát hành với bản cover bài "Everybody's Got to Learn Sometime" của The Korgis. Sharon sau đó phát hành album thứ hai có tên The Same Sun vào ngày 21 tháng 8 năm 2013.
The Corrs phát hành album tổng hợp thứ hai của họ có tên Dreams: The Ultimate Corrs Collection vào ngày 20 tháng 11 năm 2006. Album bao gồm một số bản hit của ban nhạc, cũng như các bản nhạc chưa từng được phát hành trong album của họ trước đó, chẳng hạn như bài hát "I Know My Love" hợp tác cùng The Chieftains và "All I Have to Do Is Dream", bài hát mà Andrea song ca cùng Laurent Voulzy. Album cũng có các bản phối lại của "When the Stars Go Blue" và "Goodbye". Sau này nó được phát hành dưới dạng đĩa đơn chỉ tải xuống để quảng cáo cho album. Tuy nhiên, album lại xếp thứ hạng thấp, chỉ ở hạng 24 ở Ireland. Vào ngày 25 tháng 9 năm 2007, The Corrs phát hành một album tổng hợp khác có tên The Works. Album bao gồm ba CD giới thiệu các bài hát đã phát hành trước đó và thậm chí nó còn kém hơn album trước đó khi không đạt được thứ hạng.

### 2015-nay: Sự trở lại
Vào tháng 6 năm 2015, Andrea thông báo rằng ban nhạc The Corrs sẽ biểu diễn tại Live in Hyde Park vào ngày 13 tháng 11 và đang trong quá trình thực hiện một đĩa ghi âm mới. Vào ngày 17 tháng 9 năm 2015, ban nhạc xác nhận album phòng thu thứ sáu của họ có tên White Light được phát hành vào ngày 27 tháng 11 năm 2015 và đi kèm với chuyến lưu diễn châu Âu diễn ra vào năm 2016. Theo một cuộc phỏng vấn, được Jim công bố trên MusicRadar, ban nhạc đã hoàn thành việc thu âm cho album phòng thu thứ bảy của họ có tên Jupiter Calling. Được sản xuất bởi T Bone Burnett và  phát hành vào ngày 10 tháng 11 năm 2017, album này trước đó đã được trình diễn trong một buổi hòa nhạc vào ngày 19 tháng 10 tại Royal Albert Hall ở London.

## Phong cách âm nhạc và ảnh hưởng
Khi được yêu cầu mô tả thể loại âm nhạc của nhóm, Caroline Corr nói rằng đó là sự pha trộn giữa nhịp điệu và kỹ thuật sử dụng nhạc cụ acoustic, violin, còi sáo Ireland, trống, và tất nhiêu là cả giọng hát kết hợp tạo thành âm thanh. Âm nhạc của The Corrs thường được phân loại là sự pha trộn giữa pop rock và rock dân gian. Điều này được thể hiện rõ trong hai album đầu tiên của họ là Forgiven, Not Forgotten và Talk on Corners, mặc dù Andrea đã mô tả Talk on Corners là có cảm giác sắc và thiên về ghita hơn một chút như là âm thanh của người Ireland, cũng được thấy trong Forgiven, Not Forgotten.
In Blue hướng tới dòng nhạc pop chính thống, chủ yếu chú trọng vào synthesizer. Điều này đã thu hút sự chỉ trích; một số nhà phê bình trên Entertainment Weekly gọi nó là "ví dụ thất vọng về thanh lọc sắc tộc trong âm nhạc". Một nhà phê bình trên USA Today gọi đây là "album nhạc pop chính thống hay nhất mà bạn có thể nghe qua".
Borrowed Heaven chú trọng nhiều hơn vào ghita, trong khi vẫn giữ thể loại rock dân gian ban đầu. Home là một album truyền thống của Ireland, khi mà ban nhạc đã cover nhiều bài hát truyền thống của Ireland. Album chứa các bài hát từ các thời đại khác nhau của âm nhạc Ireland, bao gồm một bài hát năm 1982 được viết bởi Phil Lynott là "Old Town", trong khi bản nhạc "Return to Fingal" 1.000 năm tuổi được giới thiệu như một bản nhạc phụ trên các phiên bản tiếng Nhật, giới hạn tiếng Đức và Tây Ban Nha. White Light mang phong cách như trong In Blue  với nhiều thiết bị dựa trên điện tử hơn, trong khi Jupiter Calling được đặc trưng là một buổi biểu diễn trực tiếp được rút ngắn ở mức tối thiểu.
Ảnh hưởng chính của The Corrs là từ bố mẹ họ, những nghệ sĩ đã khuyến khích họ học nhạc cụ. Họ lấy cảm hứng từ các nghệ sĩ The Eagles, The Police, The Carpenters, Simon & Garfunkel và Fleetwood Mac mà Sharon nói trong một cuộc phỏng vấn với CNN là lý do "các bài hát của chúng tôi rất, rất du dương và hài hòa".

## Từ thiện
The Corrs đã tích cực trong việc hỗ trợ các hoạt động từ thiện và nhân đạo cũng như cứu trợ thiên tai. Năm 1998, The Corrs tham gia buổi hòa nhạc từ thiện Pavarotti và những người bạn cho trẻ em Liberia. Buổi hòa nhạc được tổ chức tại Modena, Ý và được tổ chức bởi Luciano Pavarotti. Trong số các nghệ sĩ tham gia khác có Jon Bon Jovi, Natalie Cole, Pino Daniele, Celine Dion, Florent Pagny, Eros Ramazzotti, Spice Girls, Vanessa L. Williams, Stevie Wonder, Trisha Yearwood và Zucchero. Buổi hòa nhạc gây quỹ được dùng để xây dựng Làng trẻ em Liberia Pavarotti và những người bạn, cung cấp nơi nương tựa cho những trẻ em ở Liberia trong cuộc nội chiến. The Corrs cùng với Sinéad O'Connor, Van Morrison, Boyzone, U2 và Enya đã tổ chức một buổi hòa nhạc từ thiện vào năm 1998 để quyên góp tiền cho các nạn nhân của vụ đánh bom Omagh xay ra ở Bắc Ireland.
Mẹ của nhóm nhạc này, bà Jean qua đời tại bệnh viện Freeman ở thành phố Newcastle, Anh. The Corrs thể hiện lòng biết ơn của họ đối với bệnh viện bằng cách biểu diễn một buổi hòa nhạc từ thiện vào năm 2001 ở Utilita Arena Newcastle, gây quỹ cho bệnh viện được 100.000 bảng Anh. Số tiền này được sử dụng để mở rộng trung tâm William Leech của bệnh viện chuyên để nghiên cứu và điều trị cho các bệnh nhân phổi. Chính vì điều đó mà thành phố Newcastle đã trao tặng họ một bức tranh phiên bản giới hạn về vùng đất ở Tyneside.
The Corrs đã biểu diễn tại một buổi hòa nhạc từ thiện năm 2004 cho The Prince's Trust,  một tổ chức từ thiện có trụ sở tại Vương quốc Anh chuyên giúp đỡ, hỗ trợ tài chính, đào tạo thiết thực cho công dân vương quốc Anh có độ tuổi từ 14 đến 30. The Corrs biểu diễn cùng The Buggles, Will Young, Blue, Avril Lavigne, Lenny Kravitz, Busted, Anastacia, Nelly Furtado, Sugababes và Natasha Bedingfield và đã quyên góp được hơn 1 triệu bảng Anh.
Họ là đại sứ cho chiến dịch "46664" của Nelson Mandela, nơi mà ban nhạc đã biểu diễn để nâng cao nhận thức về HIV/AIDS ở châu Phi. Buổi hòa nhạc được tổ chức vào ngày 29 tháng 11 năm 2003 tại Cape Town, Nam Phi. Số tiền thu được sẽ được đưa vào quỹ Nelson Mandela dành cho HIV/AIDS. Trong chương trình Edinburgh Live 8 vào ngày 2 tháng 7 năm 2005, The Corrs đã biểu diễn "When the Stars Go Blue" cùng với Bono để quảng bá chiến dịch xóa đói giảm nghèo, nhằm nâng cao nhận thức và thúc đẩy chính phủ các nước thực hiện các hành động hướng tới xóa đói giảm nghèo.
Để ghi nhận công lao của họ trong hoạt động từ thiện, The Corrs đã được nữ hoàng Elizabeth II phong là Thành viên danh dự của Đế quốc Anh vào năm 2005.

## Sự nghiệp âm nhạc

### Album phòng thu
- Forgiven, Not Forgotten (1995)
- Talk on Corners (1997)
- In Blue (2000)
- Borrowed Heaven (2004)
- Home (2005)
- White Light (2015)
- Jupiter Calling (2017)

### Chuyến lưu diễn
- Forgiven, Not Forgotten World Tour (1996–1997)
- Talk on Corners World Tour (1997–1999)
- In Blue Tour (2000–2001)
- Borrowed Heaven tour (2004)
- The Corrs: In Concert (2004–2005)
- White Light Tour (2016)

### Giải thưởng
Nhiều bài hát của The Corrs đã đứng ở vị trí số một tại bảng xếp hạng nhiều quốc gia. Và dưới đây là một số giải thưởng âm nhạc mà ban nhạc đã giành được.
- Giải thưởng Âm nhạc Thế giới (1999)
- Giải Brit (1999)
- Hai lần đề cử Giải thưởng Âm nhạc Meteor (2005, 2006)
- Hai lần đề cử Giải Grammy (cùng năm 2001) cho bài hát "Breathless" và tác phẩm trình diễn nhạc khí "Rebel Heart".